# Накопительная марка

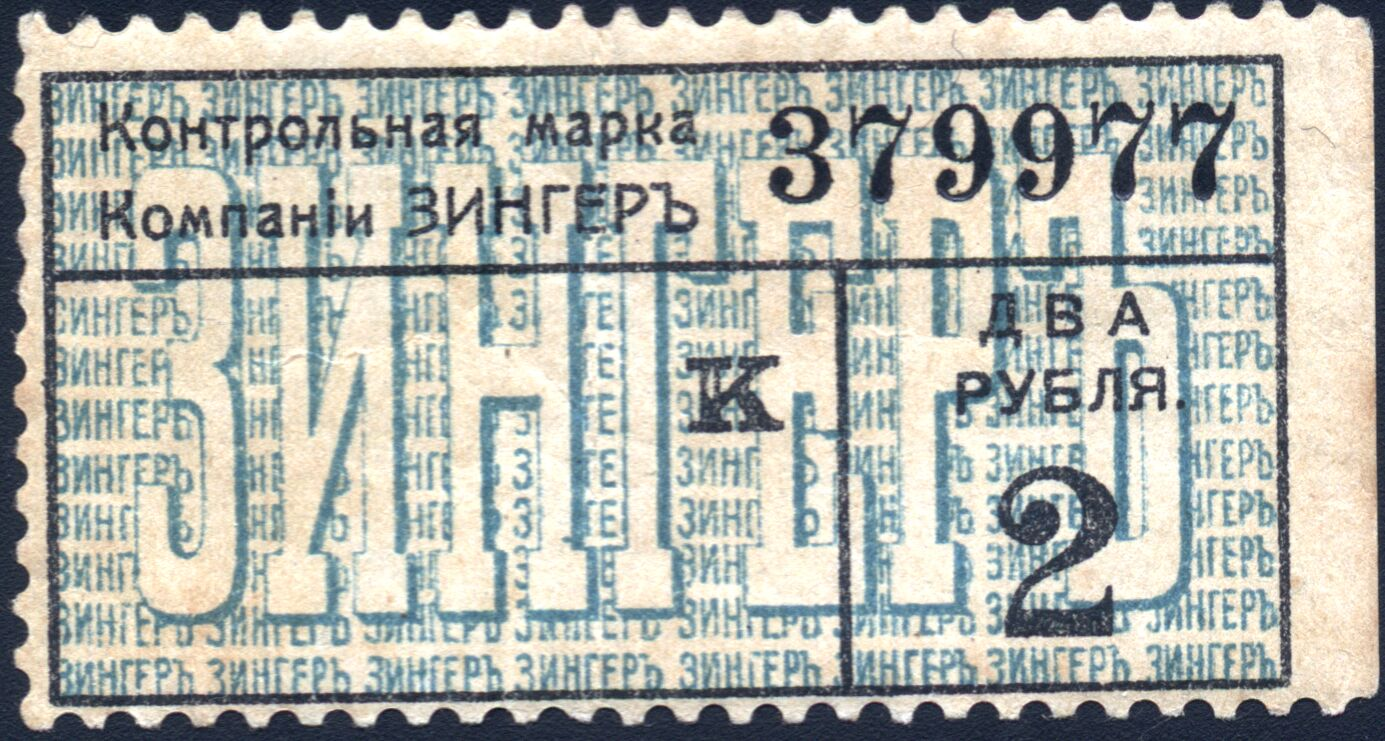
Накопительная марка компании «Зингер» (1900)

Накопи́тельные ма́рки торго́вых организа́ций, или платёжные марки, — вид кредитных марок, по своему экономическому содержанию близких к сберегательным маркам. Выпускались в последние десятилетия XIX и начала XX века российскими коммерческими организациями для привлечения малоимущих покупателей.

## Описание
Накопительные марки торговых организаций наклеивались на специальные бланки, принимавшиеся по мере их заполнения, как свидетельства об уплате необходимых сумм. Этот метод использовался не только для погашения кредита, но и при накоплении средств для покупки дорогостоящих предметов. При отказе покупателя от товара он не терял право на возврат накопленной суммы.
Наибольшее распространение получили марки компании «Зингер», которая специализировалась на производстве и продаже бытовых швейных машин. Компания имела в России обширную сеть представительств, использовавших в своей деятельности накопительные марки. Первый известный на сегодняшний день выпуск накопительных марок компании датируется 1895 годом, последний — 1908. После национализации собственности компании «Зингер», выпуск накопительных марок производил трест «Госшвеймашина», которому советское правительство передало фонды компании. Известен выпуск накопительных марок треста, датируемый 1926 годом.
Накопительные марки выпускались также некоторыми книгоиздательствами, специализировавшихся на выпуске «престижных» изданий и художественных альбомов. Известны накопительные марки петербургских книготоргового товарищества «Культура» 1908 года и Русского книжного товарищества «Деятель» 1910 года, московского издательства И. Кнебель 1911 года.
Существовали также марки для учёта товаров. Таковые, например, имели хождение на территории Северо-Кавказского края, однако никогда не были суррогатами бумажно-денежного обращения и не имели никакой платёжной силы. В связи с их выпуском научно-исследовательская комиссия Северо-Кавказского краевого отдела Всесоюзного общества коллекционеров (НИК СККО ВОК) указывала: «Марки эти служили исключительно для учёта забора товаров потребителями (что ясно из текста, напечатанного на марках), после чего они обменивались на премиальные марки, а затем уничтожались».